# Jewgeni Pupkow
Jewgeni Borissowitsch Pupkow (russisch Евгений Борисович Пупков; * 18. Januar 1976 in Ust-Kamenogorsk, Kasachische SSR; † 24. Juli 2021) war ein kasachischer Eishockeyspieler und -trainer.

## Karriere
Jewgeni Pupkow begann mit dem Eishockeyspielen bei Torpedo Ust-Kamenogorsk aus seiner Geburtsstadt. Zwischen 1993 und 2009 war er in der russischen Superliga und ab 2008 in der Kontinentalen Hockey-Liga (KHL) aktiv. Dort spielte er unter anderem zwischen 1995 und 2005 für Metallurg Nowokusnezk, später für SKA Sankt Petersburg, Amur Chabarowsk, HK Lada Toljatti, Awtomobilist Jekaterinburg und Chimik Woskressensk. Seine letzte Karrierestation war der HK Ertis Pawlodar.
Mit der kasachischen Nationalmannschaft nahm Pupkow an den Weltmeisterschaften 1999 in der Gruppe B und 2006 teil. Zudem belegte er bei den Olympischen Winterspielen 2006 in Turin mit Kasachstan den neunten Platz und hatte auch an der Qualifikation zu selbigen im Jahr zuvor teilgenommen.
Pupkow starb am 24. Juli 2021 im Alter von 45 Jahren während der COVID-19-Pandemie an den Folgen einer SARS-CoV-2-Infektion. Kurz zuvor war er als Assistenztrainer beim kasachischen Erstligisten HK Almaty vorgestellt worden.